# Rotterdam Open 1997 - Qualificazioni doppio
Le qualificazioni del doppio del Rotterdam Open 1997 sono state un torneo di tennis preliminare per accedere alla fase finale della manifestazione. I vincitori dell'ultimo turno sono entrati di diritto nel tabellone principale. In caso di ritiro di uno o più giocatori aventi diritto a questi sono subentrati i lucky loser, ossia i giocatori che hanno perso nell'ultimo turno ma che avevano una classifica più alta rispetto agli altri partecipanti che avevano comunque perso nel turno finale.
Le qualificazioni del torneo prevedevano 4 coppie partecipanti di cui una è entrata nel tabellone principale.

## Teste di serie
1. Aleksandar Kitinov /  Fabrice Santoro (ultimo turno)

1. Karsten Braasch /  Mathias Huning (Qualificati)

## Qualificati
1. Karsten Braasch  /   Mathias Huning

## Tabellone

### Legenda
| - Q = Qualificato - WC = Wild card - LL = Lucky loser | - ALT = Alternate - SE = Special Exempt - PR = Protected Ranking | - w/o = Walkover - r = Ritirato - d = Squalificato |

|  | Primo turno | Primo turno                        | Primo turno                        | Primo turno | Primo turno |  |  | Ultimo turno | Ultimo turno                       | Ultimo turno | Ultimo turno | Ultimo turno |  |
|  |             |                                    |                                    |             |             |  |  |              |                                    |              |              |              |  |
|  | 1           | Aleksandar Kitinov Fabrice Santoro | Aleksandar Kitinov Fabrice Santoro | 7           | 7           |  |  |              |                                    |              |              |              |  |
|  |             | Maks Mirny Stefano Pescosolido     | Maks Mirny Stefano Pescosolido     | 5           | 6           |  |  | 1            | Aleksandar Kitinov Fabrice Santoro | 3            | 6            | 6            |  |
|  | 2           | Karsten Braasch Mathias Huning     | Karsten Braasch Mathias Huning     | 6           | 6           |  |  | 2            | Karsten Braasch Mathias Huning     | 6            | 3            | 7            |  |
|  |             | Lan Bale Huib Troost               | Lan Bale Huib Troost               | 4           | 2           |  |  |              |                                    |              |              |              |  |